# Ado Anderkopp
Ado Anderkopp (18 de janeiro de 1894, Hanila - 30 de junho de 1941 Tallinn) foi um político, jornalista e funcionário desportivo estoniano. Ele foi membro do I, II, III, IV e V Riigikogu.
Após a ocupação soviética da Estónia em 1940, Anderkopp foi preso em 22 de julho de 1940. Ele foi executado na prisão em Tallinn no dia 30 de junho de 1941.
Cargos políticos:
- Ministro da Guerra entre 1923 e 1924
- Ministro do Interior e Ministro da Justiça entre 1930 e 1933